# Maldives Airways
Maldives Airways — прежняя авиакомпания Мальдив со штаб-квартирой в Мале, осуществлявшая авиаперевозки внутри страны на самолётах Douglas DC-8.
Портом приписки авиакомпании являлся международный аэропорт Мале.

## История
Maldives Airways была основана в 1984 году Организацией освобождения Палестины (ООП), которая так же являлась основателем и владельцем другой авиакомпании Transportes Aéreos da Guiné-Bissau. Оба перевозчика возглавлялись Фаизом Заиданом, который впоследствии стал ответственным за гражданскую авиацию в палестинской администрации. Maldives Airways была одной из многих авиакомпаний, прикрывавшей секретную деятельность ООП, и занимавшейся нелегальной перевозкой оружия наркотиков для Палестинской национальной администрации.
Правительство Мальдив выдало авиакомпании разрешение на полёты по стране без каких-либо ограничений. До сих пор остаётся неясным вопрос, было ли оно осведомлено о деятельности перевозчика. Самолёты Maldives Airways часто наблюдались на стоянках в международному аэропорту Мале, однако не было сведений о маршрутной сети авиакомпании. Известно лишь об одном регулярном маршруте перевозки между Мале и аэропортом города Дубай.
В 1986 году Maldives Airways объявила себя банкротом. В следующем году её два самолёта DC-8 были проданы американской грузовой авиакомпании Kalitta Air.